# 시리아 전쟁 (프톨레마이오스)

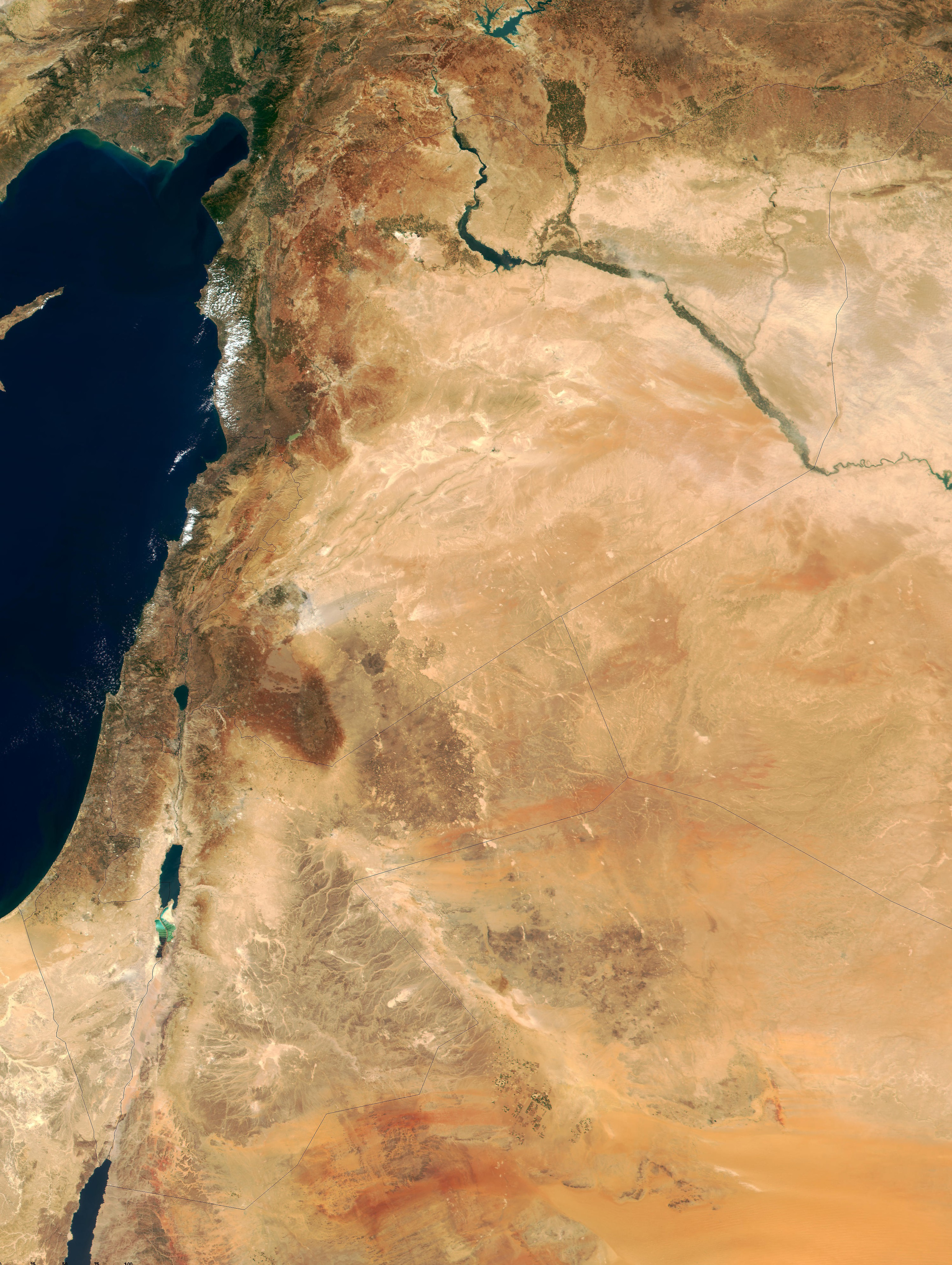
시리아 전쟁의 주무대였던 코엘레 시리아

시리아 전쟁은 기원전 3세기에서 기원전 2세기경에 ‘코엘레 시리아’를 둘러싸고 시리아 셀레우코스 왕조와 이집트 프톨레마이오스 왕조 사이에 벌어진 여섯 차례 일련의 전쟁이다. 이 전쟁으로 양국은 자원과 병력을 소모하고 약해져 로마와 파르티아에 의해 정복되는 원인이 되었다.

## 제1차 시리아 전쟁 (기원전 274년 ~ 기원전 271년)
셀레우코스 왕조의 안티오코스 1세는 영토 확장을 도모했으며, 당시 프톨레마이오스 2세가 지배하고 있던 시리아 해안과 아나톨리아 남부를 공격해 이를 손에 넣었다. 그러나 프톨레마이오스 2세는 이 지역을 기원전 271년 되찾았고, 게다가 카리아와 시리아의 대부분을 정복하기에 이르렀다. 프톨레마이오스의 시선이 동쪽으로 가 있는 동안, 이복형제인 마가스는 키레나이카의 독립을 선언했다. 키레나이카는 기원전 250년 프톨레마이오스에 다시 통합되었다.

## 제2차 시리아 전쟁 (기원전 260년 ~ 기원전 253년)
기원전 261년에 마케도니아의 왕이 된 안티오코스 2세는 시리아 문제를 둘러싸고 프톨레마이오스 왕조와 전쟁을 일으켰다. 당시 마케도니아 안티고노스 왕조의 왕이었던 안티고노스 2세는 프톨레마이오스 왕조의 영향력을 지중해에서 배제하고자 하는 의도에서 안티오코스 2세를 지원했다.
제2차 시리아 전쟁의 사료는 거의 상실되어 자세한 것은 여전히 불분명 남아 있지만, 코스 섬 해전에서 안티오쿠스는 승리를 거두며 프톨레마이오스의 해군력은 괴멸 상태에 빠졌다. 프톨레마이오스 왕조는 시리아, 팜필리아, 이오니아에서 힘을 잃었고, 안티오코스는 밀레투스와 에베소를 손에 넣었다. 안티고노스 왕조에 의한 안티오코스에 대한 도움은 코린트와 칼키스에서 반란이 일어나며 중단됐다. 이 반란은 프톨레마이오스에 의해 선동되어 일어난 것이었다.
기원전 253년, 안티오코스는 프톨레마이오스 왕조와 화약을 맺고 프톨레마이오스 2세의 딸 베레니케 페르노포라스와 결혼했다. 그러나 기원전 246년 프톨레마이오스 2세가 죽고, 안티오코스는 이혼한 전처 라오디케 1세와 재결합했다. 베레니케와 라오디케의 갈등은 깊어졌고, 안티오코스 사후 왕위 승계 다툼 과정에서 라오디케는 베레니케와 그녀의 아들을 살해했다. 라오디케는 아들 셀레우코스 2세 카리니코스를 즉위시켰다. 베레니케가 살해되자 이집트의 새로운 왕 프톨레마이오스 3세(베레니케의 남동생)는 분노했고, 이것이 제3차 시리아 전쟁(기원전 246년 – 기원전 241년)의 원인이 되었다.

## 제3차 시리아 전쟁 (기원전 246년 ~ 기원전 241년)
안티오코스 2세가 죽은 뒤 후계자 문제로 전처 라오디케 1세와 베레니케 사이에 다툼이 일어났다. 각각 자신의 아들에게 왕위를 물려주고 싶었기 때문이었다. 베레니케는 자신의 남동생인 프톨레마이오스 3세에게 지원을 요청했다. 그러나 전처 라오디케 1세가 먼저 베레니케와 아들을 살해했다. 프톨레마이오스 3세는 보복으로 왕위를 이은 라오디케 아들 셀레우코스 2세에 대해 선전포고를 하고 제3차 시리아 전쟁을 일으켰다.
시리아와 아나톨리아 전투에서 프톨레마이오스 3세는 많은 승리를 거두었고, 셀레우코스 왕조의 수도인 안티오크도 점령했다. 최근의 연구에 의하면, 프톨레마이오스 군대는 바빌론까지 도달하고 있던 것 같다. 그러나 〈안드로스 섬 전투〉에서 안티고노스에 의해 키클라데스 제도를 빼앗기면서, 프톨레마이오스 3세의 명성은 손상되었다.
기원전 241년 화친 조약이 맺어지며, 프톨레마이오스 왕조는 새로운 영토로 시리아의 북부(안티오크의 항구도 포함)까지 확장되었다. 이때 프톨레마이오스 왕조는 전성기를 맞이했다.

## 제4차 시리아 전쟁 (기원전 219년 ~ 기원전 217년)
안티오코스 3세가 셀레우코스 제국의 왕위를 이었을 때, 그는 셀레우코스 1세가 과거 구축한 제국 영토(동쪽은 그레코-박트리아 왕국, 북쪽은 헬레스폰토스, 그리고 남쪽 시리아)를 다시 되찾으려 하였다. 당시 반란을 일으킨 메디아와 페르시아 제국의 전 영토를 장악하려 하였다. 안티오코스는 이집트와 시리아로 눈을 돌렸다.
이집트는 사법의 부정부패와 백성의 불신 등으로 약화되었다. 당시 왕이었던 프톨레마이오스 4세는 더 이상 관리들에게 저항할만한 권력을 가지고 있지 못했다. 관리들은 자신의 절대적인 권력을 사적으로 이용하고 있었다.
안티오코스는 이집트의 혼란한 상황을 틈타, 기원전 219년에 제4차 시리아 전쟁을 발발시켜 피에리아 지방과 페니키아도스 등을 탈환했다. 그러나 이집트에는 좀처럼 침략을 시작하지 않았다. 안티오코스는 탈환한 영토를 통합하면서도 페니키아에 머물면서 프톨레마이오스의 외교적 제안을 기다리고 있었다.
그동안 프톨레마이오스 왕조의 재상인 소시비오스는 군대를 모집하고, 훈련을 시작했다. 소시비오스는 그리스인뿐만 아니라 이집트인들도 병사로 모집해, 결과적으로 3만에 이르는 이집트인 중장보병 부대를 편성할 수 있었다. 이 새로운 부대를 이끌고 이집트 군은 안티오쿠스 군을 맞아 싸워, 80년전 〈이프소스 전투〉 이후 가장 대규모의 전투인 〈라피아 전투〉에서 승리를 장식했다. 이 승리로 안티오코스는 이집트로의 진출이 가로막혔다.

## 제5차 시리아 전쟁 (기원전 202년 ~ 기원전 195년)
기원전 204년, 프톨레마이오스 4세가 급사하여 프톨레마이오스 5세가 불과 네 살의 나이로 즉위하였기 때문에 섭정 문제로 피의 갈등으로 이어졌다. 갈등은 재상인 아가토클레스와 소시비우스에 의해 죽은 왕의 왕비이자 누이인 아르시노에 3세가 살해되면서 시작되었다. 소시비우스의 운명은 불분명하지만, 아가토클레스는 분노한 알렉산드리아 군중에 의해 린치를 당할 때까지 얼마 동안 섭정을 유지한 것으로 보인다. 섭정은 한 고문관에서 다른 고문관으로 넘어갔고 왕국은 거의 무정부 상태에 있었다.
이 혼란을 틈타 안티오코스 3세는 코엘레 시리아를 두 번째로 침공했다. 그는 마케도니아의 필리포스 5세와 프톨레마이오스의 이집트 이외의 영토를 정복하고 공유하기로 합의했다. 비록 이 동맹은 오래가지 못했지만, 안티오코스는 이 지역을 빠르게 휩쓸었다. 가자에서 잠시 좌절을 당한 후, 요르단강 상류 부근에서의 〈파니움 전투〉에서 프톨레마이오스에 큰 타격을 주었다. 당시 요르단강이 시돈의 중요한 항구가 되었다.
기원전 200년에 로마의 사자들은 필리포스 5세와 안티오코스 3세에게 이집트 침공을 삼가라고 요구했다. 그래야만 로마는 엄청난 인구를 지원하는 데 핵심적 역할을 하는 이집트에서의 곡물 수입에 별다른 어려움을 겪지 않을 것이었다. 두 군주 모두 이집트를 침략하려고하지 않았기 때문에 그들은 로마의 요구에 기꺼이 응했다. 안티오코스는 기원전 198년에 코엘레 시리아의 정복을 완료하고 카리아와 킬리키아의 프톨레마이오스의 나머지 해안 요새를 습격했다.
집안 문제로 프톨레마이오스는 신속하고, 불리한 결론을 내리게 되었다. 이집트 반란과의 전쟁 이전에 시작되어 이집트 제사장들의 지원으로 확장된 배척운동은 왕국 전역에 혼란과 반동을 일으켰다. 경제적인 문제는 프톨레마이오스 정부에게 과세를 증가시켰고, 결국 민족주의자들에게 불을 붙였다. 프톨레마이오스는 내정에 집중하기 위해 기원전 195년 안티오코스와 화해 협약을 맺었다. 그 결과, 셀레우코스 왕국은 코엘레 시리아를 소유하게 되었고, 프톨레마이오스는 안티오코스의 딸인 클레오파트라 1세와 결혼하게 되었다.

## 제6차 시리아 전쟁 (기원전 170년 ~ 기원전 168년)
이 갈등의 원인은 분명하지 않다. 기원전 170년 이집트의 프톨레마이오스 6세의 두 명의 섭정인 에우라이우스와 레나이우스는 셀레우코스의 통치자인 안티오코스 4세 에피파네스에게 전쟁을 선포했다. 같은 해 이집트의 단합을 강화하기 위해 프톨레마이오스의 부인이자 여동생인 클레오파트라 2세와 남동생인 프톨레마이오스 8세가 공동통치자로 선언되었다. 기원전 169년, 안티오코스가 펠루시움과 같은 중요한 전략적 도시를 신속하게 점령하면서 우위를 점하되자, 군대를 움직였다. 이집트인들은 전쟁이 시작되자 자신들의 어리석음을 깨달았으며, 에우라이우스와 레나이우스는 전복되었고, 두 명의 새로운 섭정인 코마누스와 키네아스로 교체되었다. 그들은 특사를 파견하여 안티오코스와 평화 조약을 협상하고자 했다. 안티오코스는 프톨레마이오스 6세를 그의 후견 하에 두고 이집트를 효과적으로 통제하려 했다. 그러나 이러한 조치는 알렉산드리아 백성들에게는 수용할 수 없는 것이었으며, 그들은 프톨레마이오스 8세 피스콘을 유일한 왕으로 선포했다. 안티오코스는 알렉산드리아를 포위했지만 도시의 보급을 끊을 수 없었으므로 기원전 169년 말에 군대를 철수했다.
그가 없어지자 프톨레마이오스 6세와 그의 형제들은 화해를 했다. 왕에 대한 통제력 상실로 분노한 안티오코스는 다시 침략했다. 이집트인들은 로마로 도움을 청했고, 로마 원로원은 알렉산드리아에 가이우스 포필리우스 라이나스를 파견했다. 그 사이에, 안티오코스는 키프로스와 멤피스를 함락시키고 알렉산드리아로 행진하고 있었다. 수도 외곽인 엘레우시스에서 그는 포필리우스 라이나스를 만났다. 그들은 로마에 머무는 동안 친구였지만, 친절한 환영 대신에, 포필리우스는 국왕에게 즉시 이집트와 키프로스로부터 즉각 물러나야 한다는 원로원의 최후통첩을 전달했다. 안티오코스는 고려할 시간을 갖기를 간절히 원했지만, 포필리우스는 지팡이로 모래 위에 원을 그리며 그가 밖으로 나가기 전에 결정하라고 했다. 안티오코스는 로마 최후통첩에 순종하기로 결정했다. ‘엘레우시스의 날’은 제6차 시리아 전쟁과 안티오코스의 이집트 영토 정복의 희망을 무산시켰다.

## 같이 보기
- 헬레니즘 문명